# Cody ChesnuTT
Cody ChesnuTT (21 oktober 1968) is een Amerikaans R&B en Neo-soulmuzikant uit Atlanta, Georgia.

## Biografie
ChesnuTT's muziekstijl is een mengeling van rock, funk, soul, hiphop en blues. Zijn eerste band heette The Crosswalk. Nadat deze band uit elkaar ging maakte hij een dubbelalbum met de titel The Headphone Masterpiece. Dit album was opgenomen op een 4-sporencassette in zijn slaapkamer annex opnamestudio, die hij "The Sonic Promiseland" noemde.
In 2002 maakte de hiphopformatie The Roots een remake van een nummer van ChesnuTT genaamd The Seed voor hun album Phrenology onder de titel "The Seed (2.0)". ChesnuTT speelde gitaar en zong mee in dit nummer. ook was hij te zien in de videoclip.
In 2006 was Chesnutt te zien in de in 2004 opgenomen muziekdocumentaire Dave Chappelle's Block Party. In 2007 was hij een van de hoofdacts op het festival Pop Montreal. In 2010 bracht hij een EP uit met de titel Black Skin No Value en in oktober 2012 kwam zijn tweede grote album uit onder de titel: Landing On A Hundred.

## Discografie

### Albums
- 2002: The Headphone Masterpiece
- 2006: The Live Release (niet gepubliceerd)
- 2010: Black Skin No Value (EP)
- 2012: Landing On A Hundred

### Singles
- 2001: "Look Good in Leather" ("AXE Instinct" reclame (2009))
- 2002: "The World Is Coming"
- 2002: "The Seed (2.0)" (met The Roots)
- 2006: "The Last Adam"
- 2008: "Afrobama"
- 2010: "Come Back Like Spring"

## Hitnotaties

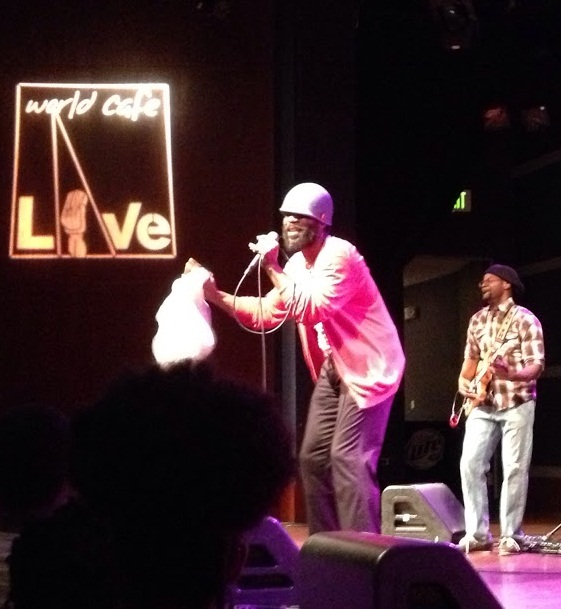
Cody Chesnutt. World Cafe Live. Philadelphia. 15 June 2013

### Albums
| Album met eventuele hitnotering(en) in de Nederlandse Album Top 100 | Datum van verschijnen | Datum van binnenkomst | Hoogste positie | Aantal weken | Opmerkingen |
| ------------------------------------------------------------------- | --------------------- | --------------------- | --------------- | ------------ | ----------- |
| Landing on a hundred                                                | 2013                  | 09-03-2013            | 96              | 1*           |             |

### Singles
| Single met hitnotering(en) in de Vlaamse Ultratop 50 | Datum van verschijnen | Datum van binnenkomst | Hoogste positie | Aantal weken | Opmerkingen |
| ---------------------------------------------------- | --------------------- | --------------------- | --------------- | ------------ | ----------- |
| 'Til I met thee                                      | 2013                  | 23-02-2013            | tip99*          |              |             |

- Bibliothèque nationale de France: cb155008289 (data)
- Gemeinsame Normdatei: 135457319
- International Standard Name Identifier: 0000 0001 1946 7290
- Library of Congress Control Number: no2003042900
- MusicBrainz: cd103368-a248-44d6-90d7-ed36afda8d7d
- SNAC: w683745w
- Système universitaire de documentation: 166387932
- Virtual International Authority File: 12610327
- WorldCat: E39PBJrRgcVxJwRwpgDdK8vWDq